# Побігун Сергій Борисович
Сергій Борисович Побігун (13 травня 1990, с. Торське, Тернопільська область — 2 жовтня 2022, с. Нижня Журавка, Харківська область) — український військовослужбовець, старший солдат Збройних сил України, учасник російсько-української війни. Кавалер ордена «За мужність» III ступеня (2022), кавалер ордена «За мужність» ІІ ступеня (посмертно 2023)

## Життєпис
Сергій Побігун народився 13 травня 1990 року в селі Торському, нині Заліщицької громади Чортківського району Тернопільської области України.
Брав участь в АТО. З початком повномасштабного російського вторгнення в 2022 році, старший солдат, сапер 1-го інженерно-саперного відділення інженерно-саперного взводу військової частини А2582. Загинув 2 жовтня 2022 року, внаслідок підриву саморобного вибухового пристрою під час розмінування маршруту руху в районі с. Нижня Журавка на Харківщині.
Похований 7 жовтня 2022 року в родинному селі.

## Нагороди
- орден «За мужність» III ступеня (4 серпня 2022) — за особисту мужність і самовіддані дії, виявлені у захисті державного суверенітету та територіальної цілісності України, вірність військовій присязі[1].
- орден «За мужність» ІІ ступеня посмертно (28 вересня 2023)